# 鈴木ゆめ
鈴木 ゆめ（すずき ゆめ）は、日本の医師、医学者、博士（医学）。専門は一般内科、脳神経内科学、認知症。横浜市立大学附属病院神経内科教授、横浜市立大学附属市民総合医療センター一般内科教授・部長を歴任、日本神経学会、日本自律神経学会、日本神経治療学会、日本薬物脳波学会評議員等を務めた。日本神経学会、日本認知症学会、日本プライマリケア連合学会、日本神経治療学会会員。

## 人物・経歴
東京都立西高等学校を経て、1979年一橋大学社会学部卒業、英語科・社会科高等学校教員免許取得。1986年横浜市立大学医学部卒業、横浜市立大学附属病院臨床研修医。1991年日本神経学会認定医（現専門医）。1992年横浜市立大学病院神経内科助手。1997年横浜市立大学医学部神経内科学講座講師、博士（医学）。1999年日本内科学会認定医制度審議会研修指導医。2000年助教授。2001年-02年ベイラー医科大学神経内科客員講師。2002年日本内科学会認定内科医、日本神経学会評議員（～2014）。2004年日本脳卒中学会専門医、日本自律神経学会評議員、日本神経治療学会評議員、日本薬物脳波学会評議員。2008年横浜市立大学附属病院神経内科教授。2015年日本プライマリケア連合学会認定医・認定指導医。2016年横浜市立大学附属市民総合医療センター一般内科教授・部長、厚生労働省疾病・障害認定審査会身体障害認定分科会委員、科学技術振興財団科学技術映像祭運営・審査委員、公益財団法人赤枝医学研究財団研究助成選考委員、三浦市民生活向上会議委員長、横浜市立大学医学会幹事、医療・薬業如水会理事等を歴任。2022年横浜市立大学附属市民総合医療センター一般内科教授・部長を定年退官、横浜市立大学名誉教授。2022年6月1日より、関内ゆめクリニック院長。

## 著書
- 『認知症これだけ知れば怖くない』実業の日本社 2013
- 『無理をしない認知症との付き合い方』河出書房新社 2014

## 出演

### 映画
- 『蹴る』 - 2018年公開のドキュメンタリー映画。電動車椅子サッカー選手の永岡真理の主治医として。劇場公開時には映画館でのトークイベントにも出演[6]。